# Madeleine Kobelt
Madeleine Kobelt (* 19. März 1992 in New Albany, Ohio) ist eine ehemalige US-amerikanische Tennisspielerin.

## Karriere
Kobelt spielte fast ausschließlich Turniere auf der ITF Women’s World Tennis Tour, bei der sie 12 Doppeltitel gewinnen konnte.

## College Tennis
Von 2010 bis 2014 spielte Kobelt für das Damentennis-Team der Syracuse University Orange der Syracuse University.

## Turniersiege

### Doppel
| Nr. | Datum              | Turnier            | Kategorie   | Belag             | Partnerin            | Finalgegnerinnen                     | Ergebnis         |
| --- | ------------------ | ------------------ | ----------- | ----------------- | -------------------- | ------------------------------------ | ---------------- |
| 1.  | 10. Oktober 2015   | Hilton Head Island | ITF $10.000 | Sand              | Nika Kuchartschuk    | Alexa Bortles Lauren Herring         | 6:2, 3:6, [10:8] |
| 2.  | 29. April 2016     | Hammamet           | ITF $10.000 | Sand              | Nora Niedmers        | Inès Ibbou Petra Januskova           | 1:6, 6:3, [10:7] |
| 3.  | 17. September 2016 | Ashkelon           | ITF $10.000 | Hartplatz         | Vlada Ekshibarova    | Alona Pushkarevsky Keren Shlomo      | 4:6, 7:5, [10:8] |
| 4.  | 24. September 2016 | Kirjat Gat         | ITF $15.000 | Hartplatz         | Jekaterina Kasionowa | Vlada Katic Melis Sezer              | 7:65, 6:3        |
| 5.  | 26. November 2016  | Nashville          | ITF $25.000 | Hartplatz (Halle) | Catherine Harrison   | Melissa Kopinski Felicity Maltby     | 6:3, 6:0         |
| 6.  | 21. Januar 2017    | Orlando            | ITF $25.000 | Sand              | Sophie Chang         | Paula Kania Katarzyna Piter          | 6:3, 3:6, [10:6] |
| 7.  | 29. Juli 2017      | Evansville         | ITF $15.000 | Hartplatz         | Lorraine Guillermo   | Alice Garcia Lauren Proctor          | 6:0, 6:3         |
| 8.  | 4. Mai 2018        | Akkon              | ITF $15.000 | Hartplatz         | Maya Tahan           | Madison Bourguignon Aimee Tarun      | 6:1, 6:3         |
| 9.  | 12. Mai 2018       | Sajur              | ITF $15.000 | Hartplatz         | Iva Primorac         | Tamara Barad Itzhaki Adva Dabah      | 6:3, 6:3         |
| 10. | 18. Mai 2018       | Tiberias           | ITF $15.000 | Hartplatz         | Riya Bhatia          | Shavit Kimchi Maya Tahan             | 6:3, 6:2         |
| 11. | 6. Oktober 2018    | Herzlia            | ITF $15.000 | Hartplatz         | Maya Tahan           | Anastasia Reimchen Aimee Tarun       | 6:4, 6:3         |
| 12. | 13. Juli 2019      | Lima               | ITF W15     | Sand              | Anna Machorkina      | Nadia Echeverría Alam Lara Escauriza | 7:5, 2:6, [10:4] |

## Tennistrainer
2018 bis 2020 war Kobelt als Assistenztrainerin der Tennismannschaften der Damen und Herren am Kenyon College tätig, bevor sie im Januar 2021 an ihr ehemaliges College als Assistenztrainerin der Damentennismannschaft zurückkehrte.